# Hendrik Leendert Heijkoop
Hendrik Leendert Heijkoop, als Autor meist H. L. Heijkoop genannt, (* 25. September 1906 in den Niederlanden; † 31. August 1995 in Mehlem) war ein niederländischer Buchhalter, Steuerberater, Prediger, Bibellehrer und Autor der Brüderbewegung.

## Leben und Wirken
Heijkoop wurde als zehntes Kind einer religiösen Familie in den Niederlanden geboren. Zwischen seinem 17. und seinem 19. Lebensjahr erlebte er eine Bekehrung und fand zur Heilsgewissheit. Mit 21 Jahren leitete er bereits eine Bibelstudien-Kleingruppe in Winschoten, wodurch er gezwungen war, sich selbst viel mit der Bibel zu beschäftigen. Um seinen Lebensunterhalt zu bestreiten, absolvierte er eine Ausbildung zum Buchhalter und Steuerberater.
Schon vor dem Zweiten Weltkrieg nahm er Beziehungen zu deutschen Glaubensgeschwistern der „geschlossenen“ Brüderbewegung auf und unterstützte diese, insbesondere Otto Müller, Otto Bubenzer und Paul Schwefel, deren Versammlungen ab 1937 in Deutschland verboten wurden. Wegen Hilfe für einen jüdischen Klienten während der frühen Kriegsjahre wurde er im Oktober 1942 verhaftet und im Polizeibüro Winschoten eingesperrt. Er wurde nach Groningen ins Scholtenshaus, das Büro des Sicherheitsdienstes, und abends in eine Gemeinschaftszelle der dortigen Haftanstalt gebracht. Am 20. November 1942 wurde er mit 14 Gefangenen zum Polizeilichen Durchgangslager in Amersfoort überführt. Am 13. Januar 1943 wurde er mit mehr als 250 Mitgefangenen ins Konzentrationslager Herzogenbusch in Vught bei Eindhoven eingeliefert, weil er umgebracht werden sollte. Obwohl er dort erkrankte, wurde er zur Arbeit an elektronischen Produkten bei Philips gezwungen. Ein junger deutscher Offizier entließ ihn unerlaubt aus dieser Zwangsarbeit, was jenen aber das Leben kostete.
Nach dem Zweiten Weltkrieg erhielt Heijkoop viele Gelegenheiten, als Bibellehrer in Kanada, Spanien, Großbritannien, der Schweiz und Deutschland zu wirken. Anfang der 60er-Jahre wurde er Mitbegründer der Winschotener Konferenz. In den 1960er-Jahren verbrachte er auch einige Zeit in einem eigenen Haus in Vevey am Genfersee, um in der französischsprachigen Schweiz als Bibellehrer tätig zu sein. Auf einer Indienreise pflegte er Kontakte mit Ronny Fernandes in Bombay und K. Yohan in Tenali.
Heijkoop ließ die Collected Writings von John Nelson Darby und 1969 die von William Kelly (1856–1920) herausgegebene Bibelstudienzeitschrift The Bible Treasury nachdrucken, um diese Autoren des 19. Jahrhunderts neu zugänglich zu machen. Kurz vor seinem Tod 1995 realisierte die von ihm gegründete Stiftung Uit het Woord der Waarheid in Zusammenarbeit mit den Verlagen Chapter Two in London und GBV in Dillenburg einen weiteren Nachdruck, um der weltweiten Nachfrage nachzukommen. Zudem war Heijkoop Herausgeber einiger Werke von William Kelly, Charles Henry Mackintosh und George Vicesimus Wigram. 
In seinen letzten Lebensjahren litt er an der Alzheimer-Krankheit und war von völligem Gedächtnisschwund betroffen, sodass er nicht mehr tätig sein konnte. Mit seiner Ehefrau Geessiena Frouwina Houwing lebte er in einem Altenheim der Brüderbewegung im deutschen Mehlem, das zu Bonn gehört. Das Ehepaar hatte keine Kinder.

## Lehre
Für Heijkoop war das Evangelium von Jesus Christus zentral. Auch das Alte Testament legte er durchweg in dem Sinn aus, dass es hinweisende Bilder auf Jesus Christus, seine Gemeinde und auf den zukünftigen Himmel seien.

## Schriften (Auswahl)
Heijkoop gab eine niederländische Monatszeitschrift mit dem Titel Uit het Woord der Waarheid („Aus dem Wort der Wahrheit“) heraus. In der Beilage De Morgenster („Der Morgenstern“) legte er das prophetische Wort aus. Von seinen Büchern wurden folgende ins Deutsche übersetzt:
- Die Zukunft nach den Weisungen/Prophetien des Wortes Gottes, 1951 und 1985, Christliche Schriftenverbreitung, Hückeswagen 2014, ISBN 978-3-89287-552-9
- Der Brief des Judas, Ernst-Paulus-Verlag, Neustadt 1961
- Zur Ruhe gebracht: erbauliche Betrachtungen über das Buch Ruth, Verlag und Schriftenmission der Evangelischen Gesellschaft für Deutschland, Elberfeld 1963 und 1977
- Der erste Brief des Petrus, Ernst-Paulus-Verlag, Neustadt 1966
- Der Heilige Geist, 1975
- Der Sohn Gottes, der mich geliebt hat, Christliche Schriftenverbreitung, Hückeswagen 1977 und Ernst-Paulus-Verlag, Neustadt 1994
- Der Platz des Zusammenkommens für die Gläubigen, Christliche Schriftenverbreitung, Hückeswagen 1983
- Aus dem Wort der Wahrheit. Gesammelte Vorträge, 5 Bände, Christliche Schriftenverbreitung,  Hückeswagen 1986–2003, ISBN 978-3-89287-170-5.
  - Band 1: Themen aus 1. bis 3. Buch Mose, ISBN 978-3-89287171-2
  - Band 2: Themen aus 4. und 5. Buch Mose, ISBN 978-3-89287172-9
  - Band 3: Themen aus Josua bis Hesekiel, ISBN 978-3-89287-177-4 oder ISBN 978-3-89287173-6
  - Band 4: Themen: Matthäus bis Römer, ISBN 978-389287174-3
  - Band 5: Themen: 1. Korinther bis Epheser, ISBN 978-3-89287177-4
- Gebetsheilungen, Zungenreden, Zeichen und Wunder im Lichte der Schrift, Ernst-Paulus-Verlag, Neustadt 1990, ISBN 978-3-254803504
- Briefe an junge Menschen, Ernst-Paulus-Verlag, Neustadt 1993
- Die Opfer. Die geistliche Bedeutung der Opfer im Alten Testament, Vorträge 1968–70, Christliche Schriftenverbreitung, Hückeswagen 2011 und 2013, ISBN 978-3-8928-7318-1 oder ISBN 978-3-89287-533-8
- Themenreihe: Auf dass Er uns zu Gott führe, mit folgenden Vorträgen: 1. Wer ist Gott und wer der Mensch, 2. Buße und neue Geburt, 3. Rechtfertigung und Frieden mit Gott, 4. Befreiung und Errettung, 5. Versiegelung, 6. Ewiges Leben, 7. Leitung des Heiligen Geistes und 8. Auserwählung, Christliche Schriftenverbreitung, Hückeswagen, ISBN 978-3892873198